# Ambasada Nikaragui w Warszawie
Ambasada Nikaragui w Warszawie (hiszp. Embajada del Nicaragua en Varsovia) – placówka dyplomatyczna Republiki Nikaragui, funkcjonująca w latach 1986-2010. 

## Historia
Polska nawiązała stosunki dyplomatyczne z Nikaraguą w 1933. W 1947 wznowiono stosunki, a w 1979 postanowiono podnieść stosunki do szczebla ambasad. Akredytowano w Warszawie ambasadę Nikaragui z siedzibą w Moskwie (1981). W latach 1986-1990 ambasada mieściła się w Warszawie przy ul. Starościńskiej 1, w 2010 przy ul. Zwycięzców 9. Obecnie najbliższe przedstawicielstwo dyplomatyczne Nikaragui mieści się w Berlinie.